# Dischwefeldioxid
Dischwefeldioxid (S2O2) ist ein instabiles Schwefeloxid, welches aus zwei Schwefelatomen und zwei Sauerstoffatomen besteht.

## Struktur

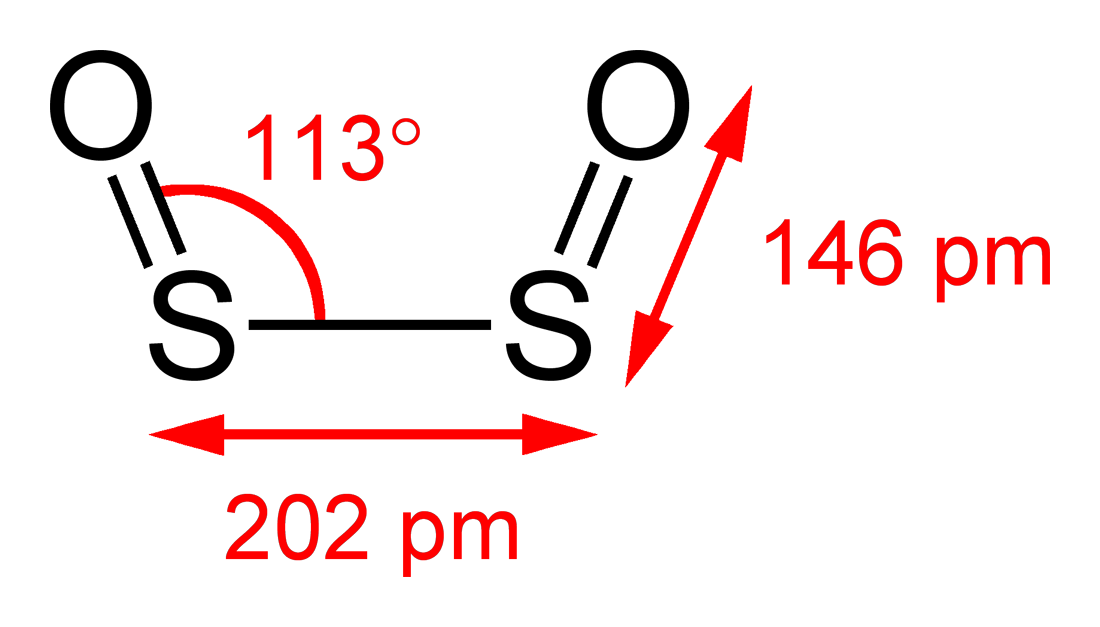
Struktur von Dischwefeldioxid

Dischwefeldioxid nimmt eine cis-planare Struktur mit C2v-Symmetrie an. Die Bindungslänge zwischen Schwefel und Sauerstoff im Molekül beträgt 145,8 pm, kürzer als die in Schwefelmonoxid. Der Abstand zwischen den zwei Schwefelatomen im Molekül beträgt hingegen 202,45 pm.

## Bildung
Schwefelmonoxid kann sich spontan und reversibel in Dischwefeldioxid umwandeln. Der Stoff kann also durch Methoden erzeugt werden, bei denen Schwefelmonoxid entsteht.
{\displaystyle {\ce {2 SO <=> S2O2}}}
Eine weitere Methode ist, Sauerstoffatome mit Carbonylsulfid und Kohlenstoffdisulfid zur Reaktion zu bringen. Dischwefeldioxid entsteht auch bei einer Mikrowellenentladung in in Helium verdünntem Schwefeldioxid. Bei einem Druck von 13 Pa sind 5 % des resultierenden Stoffes Dischwefeldioxid.
Dischwefeldioxid entsteht vorübergehend, wenn Schwefelwasserstoff und Sauerstoff einer Blitzphotolyse unterliegen.

## Eigenschaften
Die Ionisierungsenergie von Dischwefeldioxid ist 9,93 ± 0,02 eV.
Dischwefeldioxid absorbiert bei 320–400 nm, wie in der Venusatmosphäre beobachtet, und es wird angenommen, dass es zum Treibhauseffekt auf dem Planeten beigetragen hat. Es kommt in der Erdatmosphäre nicht in nennenswerten Mengen vor.
Obwohl Schwefeldioxid mit Schwefelmonoxid im Gleichgewicht steht, reagiert es auch mit Schwefelmonoxid zu Schwefeldioxid und Schwefelmonoxid.
Die Zersetzung von S2O2 erfolgt durch folgende Disproportionierungsreaktion:
{\displaystyle {\ce {S2O2 -> SO2 + S}}}